# 高崎龍雄
高崎 龍雄（たかさき たつお、1964年10月7日 - ）は、大阪府出身のプロゴルファー。

## 来歴
府立刀根山高校入学後に本格的にゴルフを始め、卒業後すぐに三重県のゴルフ場で研修生になった。21歳で石井哲雄に師事し、23歳の時に3度目の挑戦でプロテストに合格。
1988年の兵庫県オープンでは最終日に66をマークしプレーオフを制して優勝したほか、1989年の関西プロでは磯村芳幸・上西博昭・杉原輝雄と並んでの6位タイに入った。
1990年のブリヂストン阿蘇オープンでは藤木三郎・新関善美・川俣茂と並んでの5位タイ、1992年のテーラーメイドKSBオープンでは古木譲二・水巻善典・中村通・安田春雄と並んでの10位タイに入った。
1994年にはミズノTOKYOオープンで2勝目を挙げ、後援競技の賞金ランクでシード入りを果たす。
1995年には三菱ギャラン3位、JCBクラシック仙台では井戸木鴻樹と並んでの8位タイに入り、ツアーの賞金ランクでシード入りを果たす。
1996年にはJCBクラシック仙台で奥田靖己・川岸良兼と並んでの5位タイに入り、富山県オープンで3勝目を挙げる。
1997年にはヨネックスオープン広島で7位タイ、サントリーオープンでは渡辺司・溝口英二・日下部光隆と並んでの10位タイに入った。茨城オープンと関西オープンで優勝し、後援競技の賞金ランクでシード入り。
1998年にはデサントクラシック マンシングウェアカップ4位、アイフルカップで伊澤利光と並んでの2位タイ、サンコーグランドサマーでは渡辺司・宮本勝昌・今野康晴・高見和宏と並んでの4位タイに入った。
1999年のNST新潟オープンでは東聡と並んでの6位タイ、兵庫県オープンでは桧垣繁正と並んでの6位タイに入った。
1998年の賞金ランク45位でシード権を得た1999年は、契約先が変わって新しいクラブやボールで試行錯誤をする内に1年が経過し、レギュラーツアーでの十傑入りは1度だけと成績は振るわず、シード落ち。12月の出場優先順位を決めるファイナルQTも決勝ラウンドに進めず、139位で予選落ちし、ツアーメンバー枠に入れなかった。
2000年にはハワイパールオープンで初日68、2日目69と安定したプレーで首位に2ストローク差で最終日をスタート。一時は首位を1ストロークリードしたこともあったが、10番ホールでノーペナルティのフリードロップ可能なボールを自ら1ペナルティで申告して痛恨のボギーを叩き、この1ストロークが最後まで響いてプレーオフの機会を逃がし、日本勢最上位の2位となった。
帰国後はミズノオープンにマンデートーナメントから挑戦したほか、前年6位の資格で出場したNST新潟オープンでは少ないチャンスを最大限に生かそうと、攻めのゴルフを展開。2日目は前半のアウトコースで大爆発の30をマークして一時首位に立ちながら、後半リズムに乗りきれず失速。3日目は3バーディを奪って折り返すと、10番で右1mを入れてバーディ。上がり3ホールでは17番パー3で、あわやホールインワンというピン側20cmのスーパーショットを放つなど、3連続バーディをマークして一挙に首位に浮上。最終日は10番で2mのバーディーパットを外し、11番のティショットは前日まで使っていた3Wではなくドライバーを使い、左のバンカーを狙って打ったが、右の林に入れてしまう。15番パー3ではダブルボギーを叩くなど、スコアが伸ばせず、通算13アンダーで白潟英純・室田淳に次ぐ3位に終わった。
チャレンジツアーではPRGR CUP（関東）2位タイ、アイフルチャレンジカップ・スプリング3位タイを経て、信和ゴルフクラシックでは桧垣豪をプレーオフで下して優勝し、後楽園カップ（第3回）では藤池昇と並んでの10位タイに入った。
同年は試合の少ないチャレンジツアーが中心となったにもかかわらず、前と同じだけ食べたため、体重が前年の83kgから90kg台に増えてしまった。
2001年の信和ゴルフクラシックでは2位、2002年にはタマノイ酢よみうりオープンで立山光広と並んでの8位タイ、アイフルチャレンジカップ・スプリング7位タイに入った。
2003年にはパッティングスタイルをデビュー時の思い切り手首を使って打つ形に戻し、フィーリングに任せた途端、面白いようにパットが決まるようになる。
サントリーオープンでも場所によっては200mm以上伸びたラフ、フェアウェーを外せば、ボギー、ダブルボギーも覚悟の難セッティングで度重なるピンチも好調のパッティングが救う。
初日に一時6アンダーまでスコアを伸ばしながら17番で7を叩いて転落したが、2日目には出だしの10番で残り245ヤードの第2打をクリークで手前30cmに乗せてイーグル発進。これで勢いに乗り、13番では上から5mの下りのラインを入れ、14番では左5m、15番は上り3mを完璧に読み切って3連続バーディとする。17番のティショットら前日と同じラフに打ち込んだが、右バンカーから8mのパットを決めてパーセーブ。折り返しの1番では下の段から10mのパーパットをねじ込み、しのぎまくって迎えた最終9番では下の段から6mのバーディチャンスを決めて67をマーク。通算5アンダーで、高崎がホールアウトした時点ではまだ午後スタート組がティオフしておらず、高崎は「トップは9で走っているし、僕なんか今日が終わったら沈んでる」と話したが、最終的には堂々の5位で優勝争いに加わった。
2004年にはPGMシリーズ第1戦若木チャレンジで芹澤大介と並んでの4位タイ、PGMシリーズ第3戦セゴビアチャレンジも4位タイ、PGMシリーズ第5戦大日向チャレンジでは8位タイに入った。
2007年にはつるやオープンにマンデートーナメントから出場し、エバーライフカップチャレンジ9位タイに入り、2013年の関西オープンを最後にレギュラーツアーから引退。
2015年のPGAティーチングプロシニアでは初日に十二指腸潰瘍で急遽入院した父が「帰ってこなくていいから頑張れよ」と電話で言ってくれたほか、終了後には練習場で300発打ち込み、最終日には試合前にひらめいたスイングイメージを確認するために練習場に足を運ぶ。その甲斐あって、1番のティーショットからその成果が出ると、スコアボードが無かったため優勝の確信は持てなかったが、17番をバーディーとし9アンダーと伸ばした時に「いける」と感じた。一日中しびれた感じはあったが、前日のスイングリズムを崩さず自分のゴルフを貫き通すことに成功し、通算9アンダーで優勝。

## 主な優勝
レギュラー
- 1988年 - 兵庫県オープン
- 1994年 - ミズノTOKYOオープン
- 1996年 - 富山県オープン
- 1997年 - 茨城オープン、関西オープン
- 2000年 - 信和ゴルフクラシック

シニア
- 2015年 - PGAティーチングプロシニア